# Muramvya
Muramvya ist eine Stadt auf dem zentralen Hochplateau des zentralafrikanischen Staates Burundi und  liegt ca. 35 km östlich von Bujumbura. Sie ist Hauptstadt der gleichnamigen Provinz Muramvya. Muramvya liegt an der Nationalstraße RN2 zwischen Bugarama und der Hauptstadt Gitega.
Die Einwohnerzahl lag 2008 bei 5458. Im Distrikt (Commune) Muramvya lebten 2008 81.257 Menschen, 2011 89.361 Menschen.

## Persönlichkeiten
- Léopold Biha (1919–2003), Politiker, von 1965 bis 1966 Premierminister des Königreichs Burundi